# Passa la bellezza
Passa la bellezza è un album del 1991 di Mauro Pagani.
Nel 2004 l'album è stato ripubblicato in formato CD.
La canzone Davvero davvero vede la partecipazione di Fabrizio De André, che duetta con Pagani.

## Tracce
Testi e musiche di Mauro Pagani, eccetto dove indicato.
1. Passa la bellezza – 5:51
2. La neve de Natale – 6:10
3. Axum – 3:16
4. Davvero davvero – 5:02 (testo: Massimo Bubola)
5. Ossi di luna – 5:25
6. Abilmente – 6:09
7. 'n dé – 5:01
8. Uno – 4:43 (testo: M. Bubola)
9. Soldato – 6:48 (testo: M Bubola)

## Musicisti
- Mauro Pagani – violino, viola a plettro, bouzouki, chitarra, armonica a bocca, mandolino, voce
- Paolo Costa – basso
- Lele Melotti – batteria
- Mark Harris – tastiera
- Flavio Premoli – organo Hammond (4, 6)
- Claudio Bazzari – chitarra (1, 6, 7)
- Fabrizio De André – voce (4)
- Cristiano De André – chitarra acustica (4)
- Naco – percussioni (4, 7)
- Tommy Massara – metallo pesante (6)
- Michele Ascolese – chitarra (1)
- Giancarlo Parisi – cornamusa (9)
- Naimy Hackett – cori (6)
- Giulia Fasolino – cori (6)